# Dickson Etuhu
Dickson Paul Etuhu (født 8. juni 1982 i Kano, Nigeria) er en nigeriansk fodboldspiller, der spiller som defensiv midtbanespiller hos IFK Rössjöholm i Sverige. Tidligere har han spillet i England hos blandt andet Manchester City, Preston, Norwich, Sunderland og Fulham.

## Landshold
Etuhu har (pr. marts 2018) spillet 33 kampe for Nigerias landshold, som han debuterede for i 2007. Han har repræsenteret sit land ved Africa Cup of Nations i både 2008 og 2010, samt ved VM i 2010.